# Felógeno

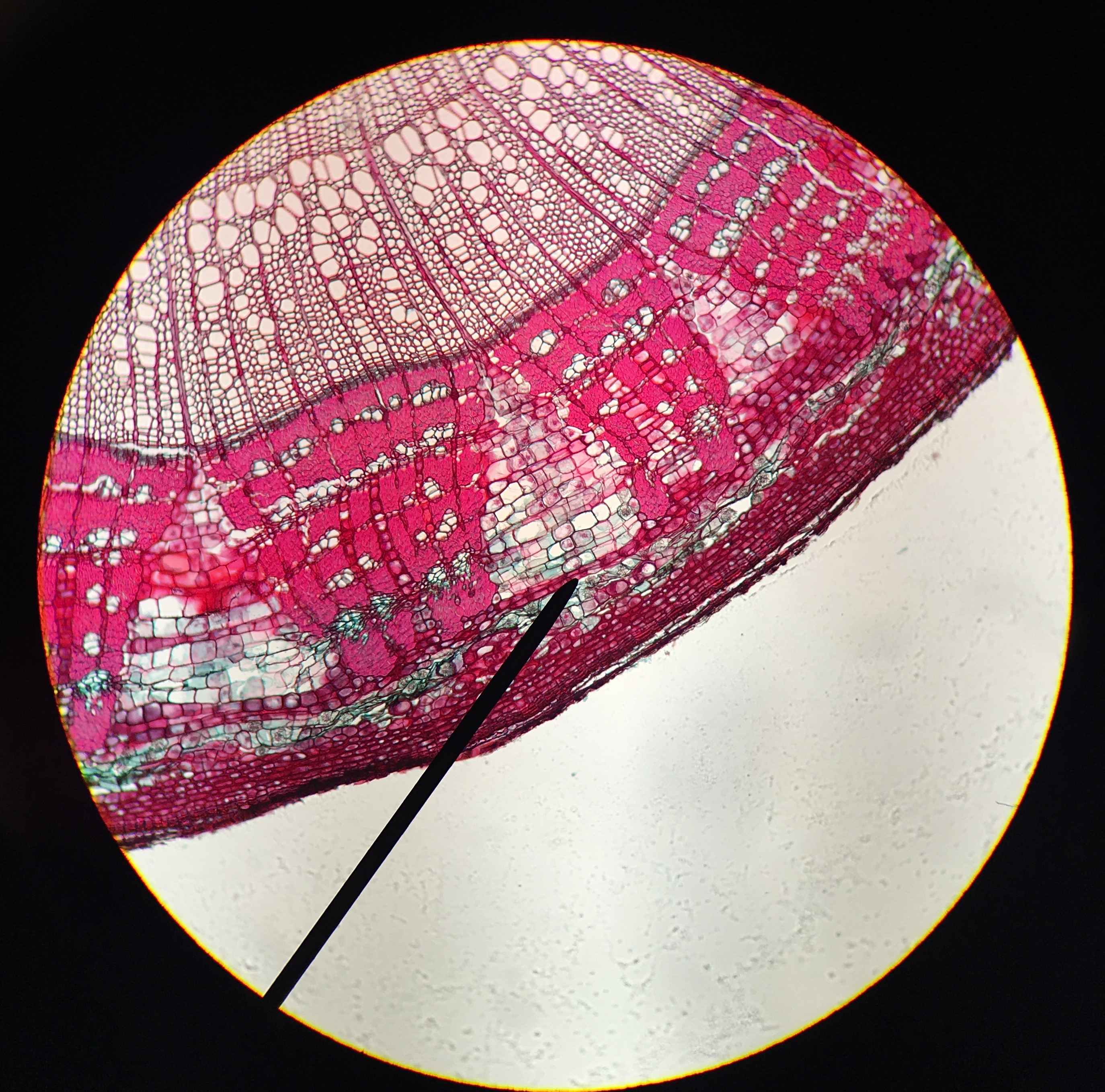
Cámbium suberógeno en Tilo.

El felógeno, también conocido como cámbium suberógeno o suberoso, es un meristemo secundario originado en la epidermis de las plantas superiores o, más frecuentemente, en estratos corticales más profundos en las dicotiledóneas por lo que han terminado su desarrollo primario. Producirá el tejido de protección que reemplaza a la epidermis cuando hay crecimiento secundario. A partir del felógeno se forman, hacia el exterior, el súber o felema y, hacia el interior, la felodermis. El conjunto súber-felógeno-felodermis' constituye la peridermis.
Sus células son semejantes en sección transversal a las del cámbium: presentan paredes primarias, vacuolas y núcleo central. Sólo tiene uno o dos estratos de células y tiene una función similar al cámbium. Son células relativamente largas, aunque no tanto como las del cámbium. 

## Productos del felógeno
- Súber o felema: está formado, a su madurez, por células muertas cuyas paredes están impregnadas con suberina. De este modo, ofrece protección mecánica y, al mismo tiempo, constituye un buen aislante térmico ya que sus cavidades celulares (lumen) están llenas de aire.
- Felodermis: está formada normalmente por una o pocas capas de células parenquimáticas.

## Procedencia
El felógeno procede de células maduras ya existentes que tienen que recuperar su capacidad regenerativa. Estas células pueden pertenecer a la epidermis, a la corteza o al floema secundario. Las células maduras, se transformarán en meristemáticas: disminuyen su volumen citoplasmático, se llenan de vacuolas pequeñas y numerosas y comienzan a dividirse periclinalmente.
El felógeno es un meristemo que se puede clasificar atendiendo a su origen y a su función. Según su origen, es un meristemo secundario, ya que procede de células maduras. Por su función, también es un meristemo secundario, ya que da lugar a tejidos secundarios.